# Double Trouble (Gillan)
Double Trouble è il quinto album in studio del gruppo musicale britannico Gillan, pubblicato nel 1981.
Si tratta di un doppio LP, costituito da un disco registrato in studio e un disco contenente registrazioni live.

## Tracce

### Studio LP
Side 1
1. I'll Rip Your Spine Out
2. Restless
3. Men of War
4. Sunbeam

Side 2
1. Nightmare
2. Hadely Bop Bop
3. Life Goes On
4. Born To Kill

### Live LP
Side 1
1. No Laughing in Heaven
2. No Easy Way
3. Trouble

Side 2
1. Mutually Assured Destruction
2. If You Believe Me
3. New Orleans

## Formazione
- Ian Gillan – voce
- Colin Towns – tastiera
- John McCoy – basso
- Janick Gers – chitarra
- Mick Underwood – batteria
- Bernie Tormé – chitarra (solo nel secondo LP)